# 박아기
박아기(朴阿只, 1783년 ~ 1839년 5월 24일)는 조선의 천주교 박해 때 순교한 한국 천주교의 103위 성인 중에 한 사람이다. 세례명은 안나(Anna)이다.
순교자들 중에는 주님을 따르기 위해 가족을 등지고 그들과의 연을 끊어버린 사람들이 적지 않다.
| “ | 다른 사람들 앞에서 나를 인정하는 모든 사람들을, 나도 하늘에 계신 내 아버지 앞에서 인정할 것이다. 그러나 다른 사람들 앞에서 나를 부정하는 사람이면 누구든, 나 또한 하늘에 계신 내 아버지 앞에서 부정할 것이다. | ” |
|   | — 마태오 복음서 10장 32~33절 |   |

박아기는 이 성경 구절을 명심하고 순교의 영광을 달성하기 위하여 그녀의 사랑하는 가족과의 연을 끊는 고통을 감내했다. 그녀는 1839년 기해년의 천주교 박해 때 참수형을 받아 순교했다.

## 생애
박아기는 강원도 강촌의 한강 둔치의 한 작은 마을에 있는 한 천주교 집안에서 태어났다. 그녀는 똑똑하지 못하여 교리와 기도를 배우는데 어려움이 있었지만, 그녀의 마음은 하느님에 대한 사랑으로 충만하였다. 그녀는 언제나 이렇게 말했다. "저는 제가 원하는 만큼 하느님을 알지 못하지만, 저의 온 마음을 다해서 그분을 사랑하는데 힘쓸 수는 있습니다."
그녀는 18세 때 태문행 프란치스코와 결혼하여 2남 3녀를 두었다. 그녀는 자녀들에게 신앙의 덕성을 가르치며 훌륭히 양육하였다. 그 가족은 부유하지는 못했지만 올바르게 살도록 노력했다.
그녀는 주의 수난에 대해서 특별한 신심을 가졌고 그의 몸에 입은 다섯 군데의 상처에 대해 묵상하며 눈물을 흘리곤 하였다. 그녀는 다른 교우들이 체포되어 고문 받고 있다는 소식을 듣고서 자녀들에게 순교자들에 대해 이야기하며 자신이 가진 순교에 대한 희망을 내비췄다. 1836년 3 4월 경, 그녀는 남편과 장남 태웅천과 함께 체포되었다.
그녀의 남편과 아들은 고문을 견디지 못하고 배교했지만, 그녀는 극악무도한 고문에도 불구하고 그녀의 신앙을 증언하는데 일관했다. 고문의 육체적 고통보다 더 큰 것은 배교하여 석방되고서 매일 감옥으로 찾아와 그녀에게 자신들을 따라 배교하라고 간청하는 남편과 아들을 보는 고통이었다. 그들은 그녀가 없는 집안의 곤경과 병든 시어머니의 근심 그리고 어머니를 찾아 울부짖는 어린 자식들에 대해 말했다. 그 이야기는 그녀에게 헤아릴 수 없는 번민을 안겼다.
그 말 한마디면, 그녀는 자신의 신앙을 부정하고, 심란한 자녀들에게는 다정한 어머니가, 슬퍼하는 남편에게는 헌신적인 아내가, 늙은 시어머니에게는 순종적인 며느리가 되어 다시금 온 식구들에게 평화와 행복을 가져다 줄 수 있었다.
그러나 그녀는 그러한 유혹을 용감히 극복했다. 그녀는 눈물을 흘리며 배교를 원하는 가족의 탄원을 거절했고 그들에게 자신들의 배교를 회개토록 간청했다.
그녀의 동료 몇몇은 그녀의 슬픈 집안 사정을 알고 감옥으로 와서 그녀를 설득하려 했다. 박아기는 그들의 말을 듣고는 이렇게 대답했다. "며칠 더 살겠다고 영원한 죽음의 위험을 감수하는 것이 가치가 있습니까? 저의 신앙을 버리라고 저를 설득하려는 대신에, 당신들이 속죄하십시오. 당신들은 저의 행운을 부러워 하게 될 것입니다."
감옥을 지키는 포졸들도 그녀에게 간청했다. "너의 남편과 아들이 풀려나 집으로 돌아갔다. 너도 그 말 한마디만 하면, 똑같이 될 수 있다. 하지만, 너는 그들의 간청에도 아랑곳 하지 않으니 분명 매정한 마음을 가졌구나. 너는 같이 살아야 할 가족이 많지 않느냐?" 그녀는 대답했다. "제 남편과 아들의 배교는 그들의 일일 뿐인데, 그것이 나와 무슨 상관입니까? 저는 저의 신앙을 지키기 위해 죽기로 결심했습니다."
그녀는 자신의 살가죽이 늘어지고 뼈가 튀어나올 때까지 매질을 당하였음에도 불구하고, 무릎을 꿇은 채 기도를 계속했다. 결국 포장은 그녀의 마음을 돌릴 수 없음을 깨닫고 그녀를 형조 감옥으로 이송시켰다. 거기서 그녀는 더한 고문을 견뎠다. 형조 판서는 다른 죄수들에게 했던 것과 같은 제안을 던졌다. "너의 남편과 아들은 풀려났다. 너 또한 한 마디만 하면 같은 행복을 누릴 수 있을 것이다." 그녀는 대답했다. "각자 알아서 할 일입니다. 저의 바람은 주님을 위해 죽는 것입니다."
감옥에서 3년이 지나고 1839년 5월 10일에 박아기는 "그릇된 책을 읽고 사악한 그림을 소지한 죄목으로" 사형 선고를 받았다. 1839년 5월 24일 금요일 그녀는 마침내 서소문 밖으로 이송되어 여덟 명의 교우들과 함께 참수 당했다. 그녀가 영광스럽게 순교한 그때 그녀의 나이는 57세였다.

## 시복 · 시성
박아기 안나는 1925년 7월 5일에 로마 성 베드로 대성당에서 교황 비오 11세가 집전한 79위 시복식을 통해 복자 품에 올랐고, 1984년 5월 6일에 서울특별시 여의도에서 한국 천주교 창립 200주년을 기념하여 방한한 교황 요한 바오로 2세가 집전한 미사 중 이뤄진 103위 시성식을 통해 성인 품에 올랐다.

## 참고 문헌
- (영어) Catholic Bishop's Conference Of Korea. 103 Martryr Saints: 박아기 안나 Anna Pak A-gi 보관됨 2014-10-06 - 웨이백 머신